# 現代俳句協会年度作品賞
現代俳句協会年度作品賞（げんだいはいくきょうかいねんどさくひんしょう）は、現代俳句協会が現代俳句大賞、現代俳句協会賞、現代俳句新人賞、現代俳句評論賞とともに開催している俳句の賞。現代俳句協会員の日頃の優れた作品活動の顕彰のため2000年に制定された。応募資格は現代俳句協会員に限られ、応募作品は前年度既発表または未発表30句を対象に選考する。

## 受賞一覧
- 第1回（2000年度）- 秋元倫 、尾堤輝義
- 第2回（2001年度）- 高橋修宏
- 第3回（2002年度）- 大柄輝久江、原雅子
- 第4回（2003年度）- 中里結 、吉持愁果
- 第5回（2004年度）- こしのゆみこ
- 第6回（2005年度）- 市川葉
- 第7回（2006年度）- 石倉夏生
- 第8回（2007年度）- 好井由江
- 第9回（2008年度）- 鈴木砂紅 、髙橋悦子
- 第10回（2009年度）- 東金夢明 、村田まさる
- 第11回（2010年度）- 小豆澤裕子
- 第12回（2011年度）- 田中朋子
- 第13回（2012年度）- 中村克子
- 第14回（2013年度）- 大竹照子
- 第15回（2014年度）- 伴場とく子
- 第16回（2015年度）- 前田典子
- 第17回（2016年度）- 長井寛
- 第18回（2017年度）- 神田ひろみ
- 第19回（2018年度）- 該当者なし
- 第20回（2019年度）- 久根美和子
- 第21回（2020年度）- 黒沢孝子
- 第22回（2021年度）- 中村遥 、星野早苗
- 第23回（2022年度）- 松王かをり
- 第24回（2023年度）- 高木宇大
- 第25回（2024年度）- 村田珠子
- 第26回（2025年度）- なつはづき、水口圭子